# Молодечненский станкостроительный завод
Открытое акционерное общество «Молодечненский станкостроительный завод» (бел. ААТ «Маладзечанскі станкабудаўнічы завод») — белорусский производитель станков, основано в 1947 году, расположено в городе Молодечно.

## История
Завод начал своё развитие 12 апреля 1947 года, как литейно-механический и размещался в здании бывшей учительской семинарии, выпуская в первые годы несложные изделия.
С 1957 года предприятие перешло к изготовлению более сложных изделий: коробок передач для картофелекопалок, комплексов деталей для сельхозмашин.
С 1958 года завод стал именоваться Молодечненским станкостроительным заводом, получив задание специализироваться на выпуске сверлильных станков.
C 1961 года стали серийно выпускаться двухшпиндельные, трехшпиндельные, а затем и универсальные вертикально-сверлильные станки, специальные станки (балансировочные, центровально-подрезные), гайконарезные и резьбонарезные полуавтоматы и автоматы, станки с ЧПУ и другие.
В 90-е годы был освоен выпуск оборудования для автосервиса и редукторов к сельхозтехнике.
По результатам работы за 2004 год станочная продукция составила — 42 %, товары народного потребления — 7,5 %, редуктора, запчасти и узлы — 47 % в общем объёме выпуска продукции.
В соответствии с Постановлением Совета Министров Республики Беларусь № 948 от 19 октября 2012 года ОАО «Молодечненский станкостроительный завод» вошёл в состав холдинга «Бобруйскагромаш»

## Продукция
Предприятие выпускает вертикально-сверлильные, резьбонарезные, гайконарезные станки.
Завод также сотрудничает с предприятиями Российской Федерации.